# Europe, She Loves
Europe, She Loves est un documentaire du réalisateur suisse Jan Gassmann sorti en 2016.

## Sujet et synopsis
Le film traite de la divergence politique de l'UE à travers les relations amoureuses de quatre couples marginalisés en Europe, caractérisés par des crises économiques et sociales : Siobhan et Terry à Dublin veulent vivre sans drogue ; à Tallinn, Veronika espère qu'Harri s'entende mieux avec son fils Artur ; Penny veut quitter Thessalonique et le vieux Niko pour aller travailler en Italie ; et Juan et Caro, à Séville, fraîchement amoureux, ne pensent guère à l'avenir,,. La vie quotidienne soulève des problèmes similaires pour tous et les relations constituent une évasion des problèmes sociaux et économiques de leur pays d'origine. Les soirées excessives et la consommation de drogue sont monnaie courante pour tout le monde et permettent à la caméra de participer aux moments intimes du sexe. Jan Gassmann et le directeur de la photographie Ramòn Giger parviennent à établir une proximité impressionnante avec le couple et à saisir l'essence de leurs conditions de vie de manière épisodique en quelques images.

## Prix
- 2016 : Prix du cinéma suisse : nomination dans la catégorie Meilleur documentaire et Meilleure photographie[5]
- 2016 : Zurich Film Award dans la catégorie Meilleur documentaire et Meilleure photographie[6]
- 2016 : Festival international du film documentaire de Munich : Documentary Talent Award, Prix du sponsoring
- 2016 : Festival du film de Zurich : Prix suisse et nomination au Golden Eye
- 2016 : DocsDF Mexico : Prix du jury